# Équation de coagulation de Smoluchowski
L'équation de coagulation de Smoluchowski est une équation d'évolution introduite par Marian Smoluchowski dans une publication de 1916, régissant des phénomènes de coalescence ou de fragmentation tels les collisions de corps célestes, les agglomérations de gouttelettes ou encore la coagulation sanguine.

## L'équation de coagulation

Diagramme décrivant l'aggrégation.

Si l'on assimile les particules coagulantes à leur volume et si l'on considère que deux particules de volumes respectifs v et v' ont une probabilité K(v,v') de fusionner pour donner une particule de volume v+v', un bilan de matière continu permet d'obtenir l'équation intégro-différentielle sur la densité numérique n(v,x, t)
{\displaystyle {\begin{array}{lcl}{\frac {\mathrm {d} n(v,x,t)}{\mathrm {d} t}}&=&{\frac {\partial n(v,x,t)}{\partial t}}+\mathbf {V} \cdot {\boldsymbol {\nabla }}n(v,x,t)\\[0.6em]&=&{\frac {1}{2}}\int _{0}^{v}K(v-v',v')n(v-v',x,t)n(v',x,t)\,{\rm {d}}v'\\[0.6em]&&-\int _{0}^{\infty }K(v,v')n(v,x,t)n(v',x,t)\,{\rm {d}}v'+S(v,x,t)\end{array}}}
où
| {\displaystyle \mathbf {V} } |  | est la vitesse de déplacement des particules dans le milieu,                                                        |
| {\displaystyle S(v,x,t)}     |  | un éventuel terme source provenant de la création ou de la modification des particules à partir du gaz environnant. |

Le nombre total de particules par unité de volume est obtenu par intégration
{\displaystyle N(x,t)=\int _{0}^{\infty }n(v,x,t)\mathrm {d} v}
Il suit une équation analogue à celle de n(v,x, t).

## Noyau de coalescence
L'opérateur linéaire de coalescence K peut prendre des formes variées, et le comportement du système dépend fortement de sa vitesse de croissance. De rares cas particuliers pour lesquels des solutions théoriques sont connues dans le cas d'un milieu homogène {\displaystyle \left({\boldsymbol {\nabla }}n(v,x,t)=0\right)} sont par exemple
{\displaystyle K=1,\quad K=x+y,\quad K=xy.}
Dans le cas général la résolution est numérique et utilise une discrétisation de la densité numérique. On utilise également des méthodes approchées basées sur la résolution du système créé à partir des moments de cette densité.